# Gigolò per caso (film)
Gigolò per caso (Fading Gigolo) è un film del 2013 diretto da John Turturro. 
Film commedia con Turturro che figura come regista, autore del soggetto, della sceneggiatura, e protagonista insieme a Woody Allen, Sharon Stone e Vanessa Paradis.

## Trama
Murray è un libraio ebreo che deve chiudere la sua libreria a Brooklyn specializzata in edizioni rare e aperta molti anni prima da suo nonno. Mentre impacchetta i libri con l'amico Fioravante, un fioraio che si dedica anche ad altri lavoretti ed è spesso a corto di denaro, Murray pensa al modo di cavarsela economicamente nel futuro e coinvolge Fioravante (che non è né giovane, né bello, ma ha successo con le donne) in un sodalizio protettore-gigolò che li porterà sì ad avere una maggiore sicurezza economica, ma che li metterà anche di fronte al loro rapporto con il sesso e il denaro.
Nelle loro vite entrerà Avigal, ebrea Chassid e vedova di un rabbino, la cui delicatezza affascinerà Fioravante e metterà Murray di fronte alla riprovazione della comunità ebraica ortodossa, ad un tribunale rabbinico e a fare i conti con Dovi, membro della comunità segretamente innamorato di Avigal.

## Promozione
Il primo trailer del film è stato proiettato in anteprima il 13 agosto 2013, al Toronto International Film Festival.

## Distribuzione
La pellicola è uscita negli Stati Uniti il 9 marzo 2014 e in Italia il 17 aprile, distribuito da Lucky Red.

## Accoglienza

### Incassi
In totale il film ha incassato 13.369.000 dollari, di cui 3.769.000 in patria.